# Flostaøya
Flostaøya (également appelé Flosterøya) est une île habitée de la municipalité de Arendal dans le comté d'Agder, au sud de la péninsule de Norvège, entre Arendal et Tvedestrand.

## Description
L'île se situe entre les îles de Tromøy au sud-est et de Tverrdalsøya au nord-est. L'île a un pont reliant le continent à l'angle sud-ouest de l'île et il y a un pont reliant Kilsund (en) sur l'île voisine de Tverrdalsøya à l'extrémité nord.[1] L'église historique de Flosta, du XVIIe siècle, est située juste au nord de Narestø sur l'île de Flostaøya. On y trouve aussi la forteresse de Kalvøysund (en) datant de la seconde guerre mondiale et la phare de Ytre Møkkalasset.

## Galerie

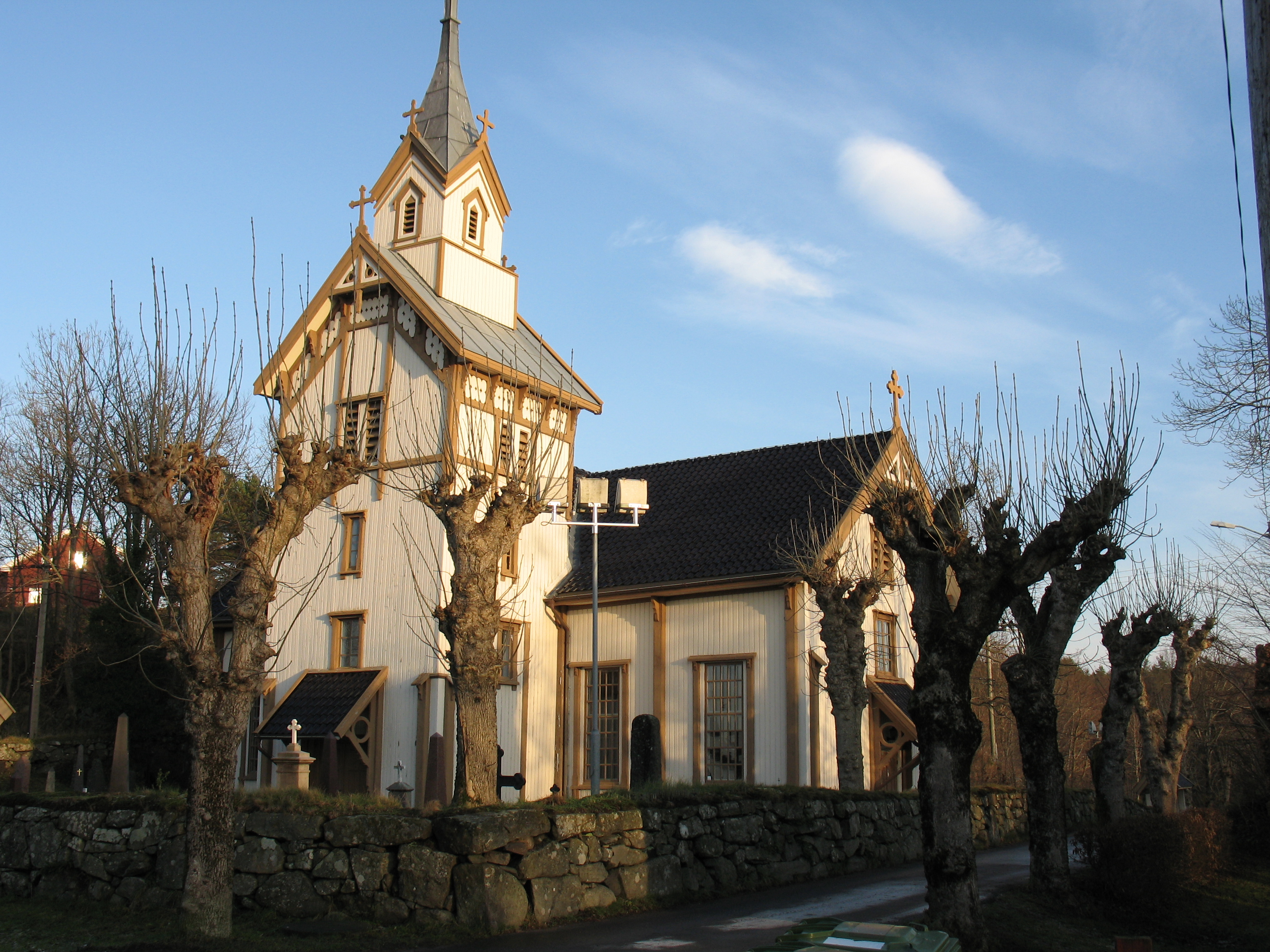
Eglise de Flosta
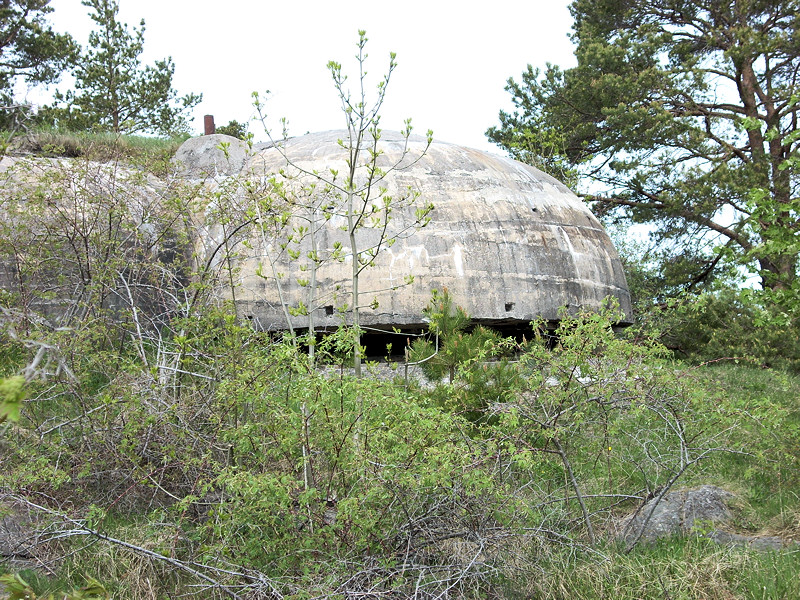
Forteresse de Kalvøysund
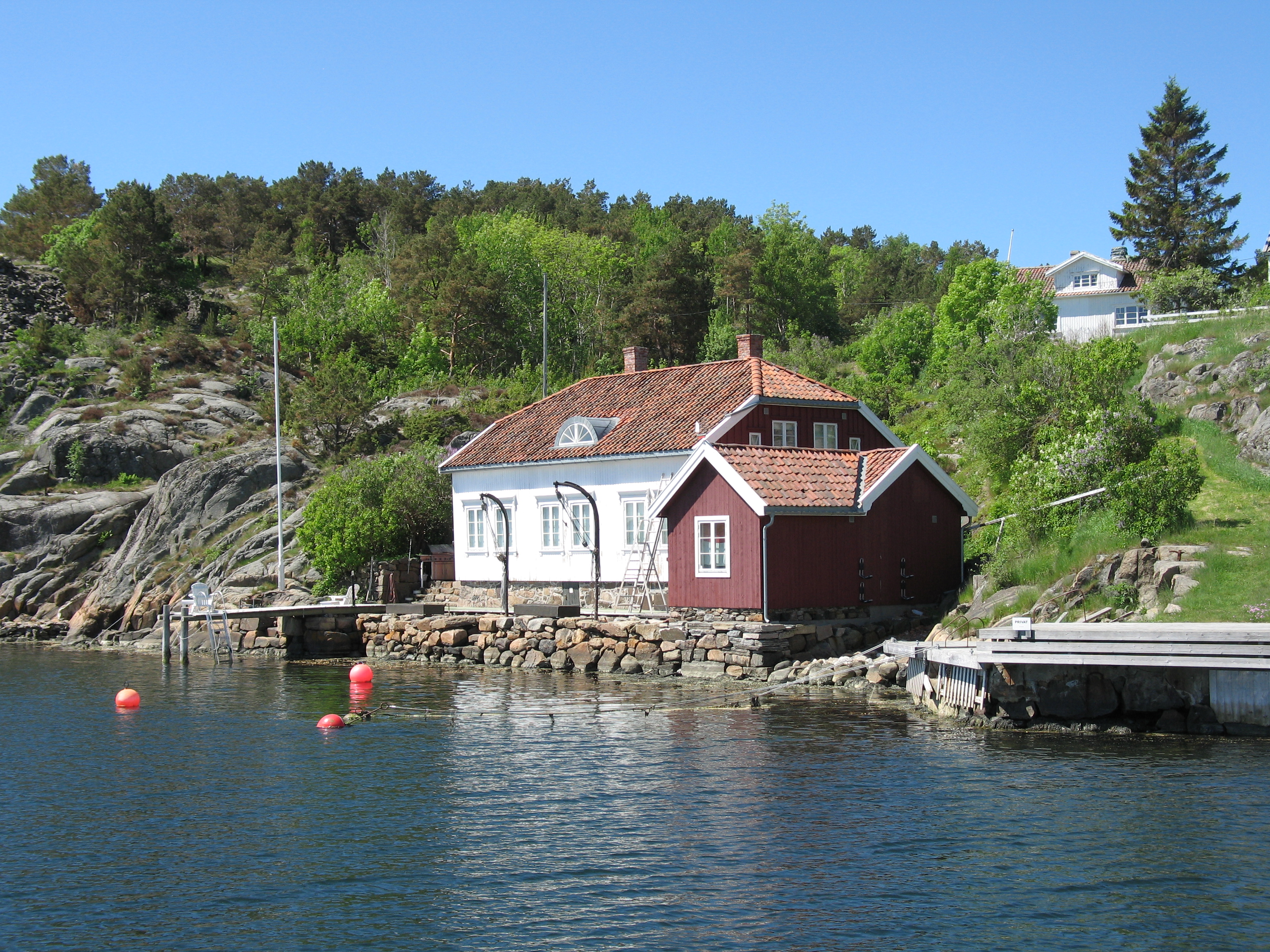
Maison à Kalvøysund
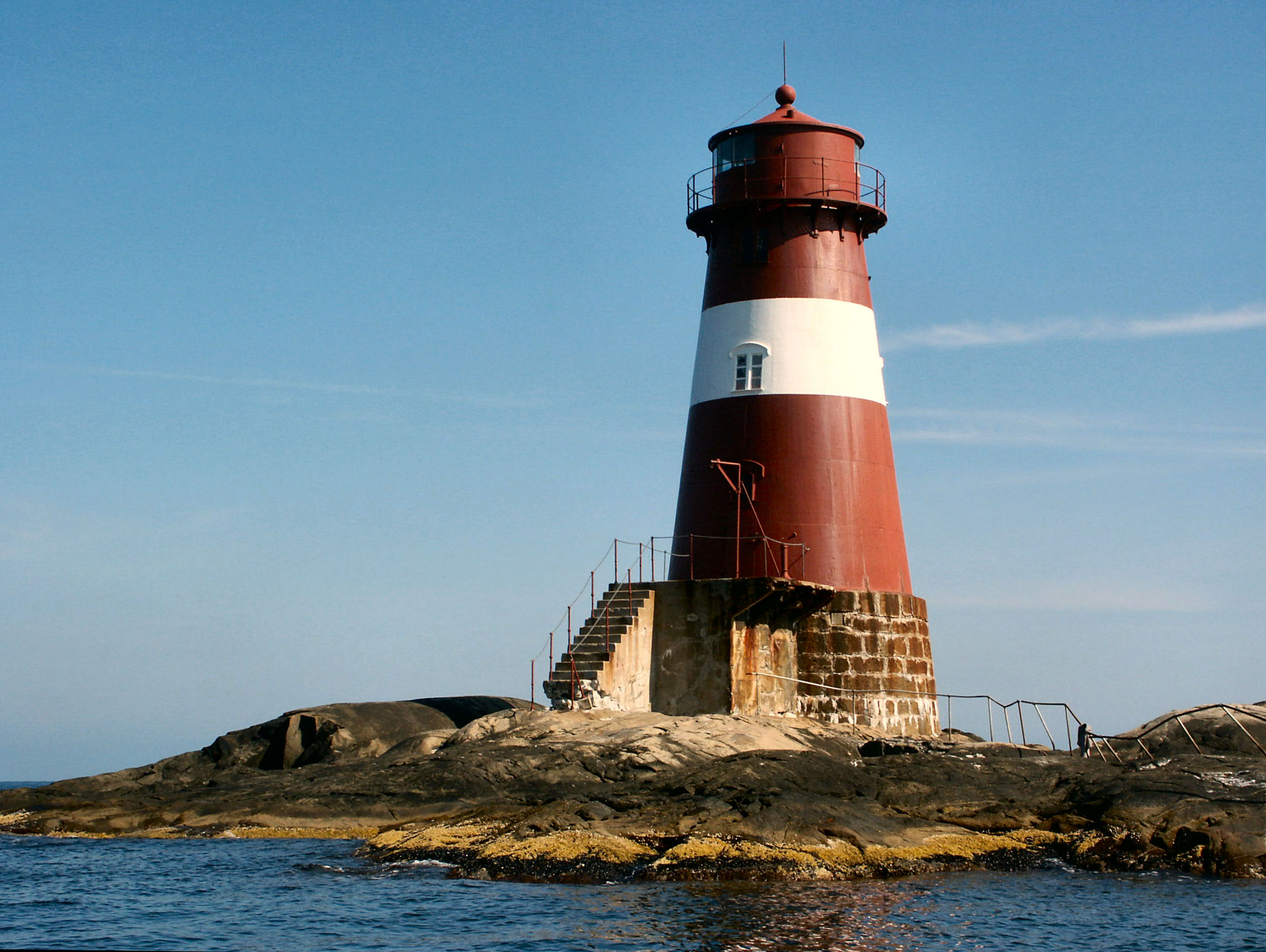
Phare de Ytre Møkkalasset.